# Faris Badwan
Faris Adam Derar Badwan (även känd som Faris Rotter) född 21 september 1986 i Southend-on-Sea, England, är en engelsk musiker, mest känd som sångare i rockbandet The Horrors. 

## Diskografi (urval)

### Med The Horrors
Studioalbum
- Strange House (2007)
- Primary Colours (2009)
- Skying (2011)
- Luminous (2014)
- V (2017)

### Med Cat's Eyes
Studioalbum
- Cat's Eyes (2011)
- The Duke Of Burgundy (2015)
- Treasure House

### Med Lumina
- "Drugs" / "I'll Be With You" (delad singel: The Black Lips / Lumina) (2009)[3]

### Annat
- Bright (EP med letthemusicplay och Faris Badwan) (2014)
- "Controller" (singel med Hercules & Love Affair och Faris Badwan) (2017)